# Невінчана Галина Вікторівна
Гали́на Ві́кторівна Неві́нчана (Пензарєва) (* 8 жовтня 1957, м. Біла Церква Київської області) — українська письменниця, художниця, журналістка, громадська діячка.

## Біографія
Народилася в м. Біла Церква. Батьки Галини Невінчаної були піддані репресіям в 1940-х роках. Освіта середня.
Працювала кореспондентом білоцерківської газети «Юр'ївська земля», редактором дитячого видання товариства Червоного Хреста «Місія добра», редактор тижневика «Міська газета». Друкувалася в білоцерківських періодичних виданнях: «Новини Надросся», «Новини Київщини», «Замкова гора», «Копєйка», «Сім'я», «Тема», «Громадська думка».
Як дизайнер і ілюстратор працювала художнім редактором журналу «Біла Церква вчора, сьогодні, завтра», керівником відділу дизайну на ВАТ Білоцерківська друкарня, є автором розробки оформлення книжок для видавництва «Зелений пес» (Київ), а також оформила понад три десятки книжок білоцерківських авторів. Редактор і ілюстратор видавництва «Люмен».
Член Національної спілки письменників України з 2012 та власник компаній teploschetchiki.kiev.ua [Архівовано 26 жовтня 2020 у Wayback Machine.].

## Громадська діяльність
Галина Невінчана член асоціації німецьких художників України та член спілки німецьких літераторів України.

## Художня діяльність

### Список основних виставок
- 1994 — «Поклик Серця», Біла Церква
- 1995 — «Світ Очима жінки», Біла Церква
- 1995 — «Місто на Росі», Біла Церква
- 1997 — «Художник-фотограф», Біла Церква
- 1997 — «Я — білоцерківчанка», Київ
- 1998 — «Воскресіння», Біла Церква
- 1998 — «Філософія фарб», Київ
- 1999 — «Квіти серед квітів», Біла Церква
- 1999 — «Цигани Центральної та Східної Європи», Будапешт
- 2000 — «Дорога до храму», Біла Церква
- 2000 — «Пам'яті вірні», Біла Церква
- 2001 — «До 10-річчя Дня Незалежності», Київ, Український дім
- 2002 — «Українська народна творчість та професійне мистецтво», Софія
- 2012 — «Озирнись», Біла Церква[недоступне посилання з липня 2019]
- 2013 — «Різдвяний вернісаж», Київ

## Літературна діяльність
- Стаття «Небезсторонній погляд з середини» опублікована у науково-популярному виданні «Театр як життя» (Б. Ц. видавець О.Пшонковський, 2009).
- Уривок з роману «Зерна і жорна» був опублікований у антології літераторів «Від імені пам'яті» (Б. Ц. «Альманах „Біла Церква“» — Видавництво «Буква», 2010).

### Твори
- «Півень у фристайлі» (Київ, «Зелений пес», 2008)
- «Зерна і жорна» (Київ, ВЦ «Просвіта», Б-Ц, «Альманах „Біла Церква“», 2010)
- «Амури і конкури» (Санкт-Петербург, «Люмен», 2011)
- «Містечковий бомонд» (Біла Церква, «Буква», 2012)
- Збірка оповідань «Чужі вікна» (Біла Церква, «Буква», 2012)
- «Модестова наука, або Де чатує небезпека» (Біла Церква, «Час Змін Інформ», 2017)
- «Перезавантаження» (Біла Церква, «Час Змін Інформ», 2018)

Особливістю романів Галини Невінчаної є те, що вона бере сюжети з життя своєї родини та знайомих. Творчість Г. Невінчаної різнопланова. Якщо в романі «Півень у фристайлі» описано життя білоцерківської молоді часів розвинутого соціалізму з забороненими принадами у вигляді вживання легких наркотиків, випивкою і сексуальним досвідом, то в романі «Зерна і жорна» показано страхіття сталінських таборів і беззахисність людей перед репресивною системою. На цьому фоні зароджується кохання, яке, зрештою, долає всі перепони. Третій роман «Амури і конкури» є спробою описання життя вчителя у глибинці Російської імперії. В життя головних героїв, які невпинно підіймалися соціальними сходами, виховували дітей, нагло вриваються Велика Світова війна і революція. Жах і кров, під час ламання суспільних устроїв і епохи, не переродили сім'ю українського вчителя.

### Нагороди
2012 рік — Міська літературно–мистецька премія імені І.С. Нечуя–Левицького.